# Estrella (metrostation)
Estrella is een metrostation in het stadsdeel Retiro van de Spaanse hoofdstad Madrid. Het station werd geopend op 31 januari 1980 en wordt bediend door lijn 9 van de metro van Madrid.
In de nabijheid ligt de Calle Estrella Polar (of Poolster).